# Narcissus aloysii-villarii
Narcissus aloysii-villarii är en amaryllisväxtart som beskrevs av Francisco Javier Fernández Casas. Narcissus aloysii-villarii ingår i släktet narcisser, och familjen amaryllisväxter. Inga underarter finns listade i Catalogue of Life.